# Си Фан Дон
Си Фан Дон (лаос. ສີ່ພັນດອນ, что означает «4000 островов») — речной архипелаг на реке Меконг, провинция Тямпасак на юге Лаоса. 

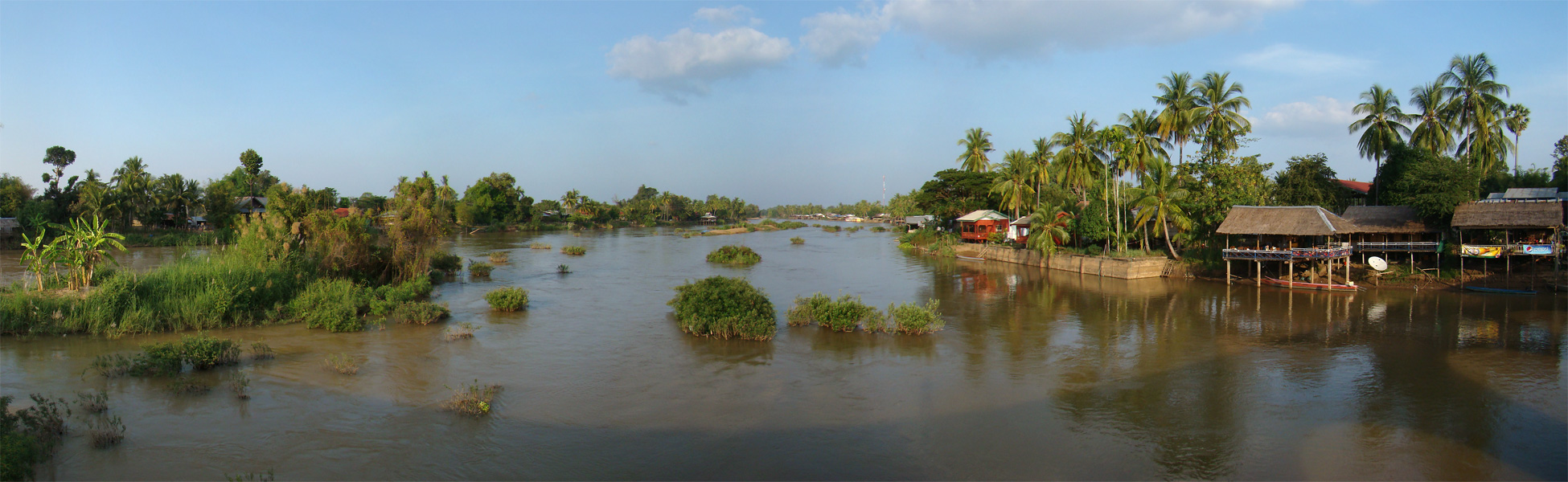
Река Меконг между Дон Дет и Дон Кхон

Си Фан Дон является частью округа Кхонг, включающего острова и часть материка на востоке. Си Фан Дон усеян многочисленными островами, половина из которых уходит под воду, когда река Меконг разливается. Основными островами Си Фан Дона являются Дон Хонг (самый большой), Дон Сом (второй по величине), Дон Дет и Дон Кхон. Си Фан Дон граничит с Камбоджей, а исторические и культурные связи связывают людей по обе стороны границы. Паксе — ближайший из крупных городов Лаоса к этому району.
Ключевые особенности архипелага Си Фан Дон включают:
- Остатки первой железной дороги в Лаосе, узкоколейной железной дороги Дон-Дет — Дон-Хон[англ.], построенной французами для обхода водопада Хон-Пхафенг и позволяющей судам, грузам и пассажирам путешествовать по реке Меконг.
- Пресноводные дельфины иравади (паха), которых можно увидеть с лодки у острова Дон Кхон. Они являются исчезающим видом[2][3].
- Водопад Хон-Пхафенг, череда непроходимых порогов, которые привели к строительству железной дороги.

Раньше на островах заготавливали лес, но теперь это регулируется; незаконная вырубка влечёт за собой суровые наказания.
В то время как местная экономика в основном основана на сельском хозяйстве, архипелаг Си Фан Дон стал свидетелем растущего числа посетителей. Туризм сосредоточен на Дон Хонг, Дон Дет и Дон Кхон. Многие из других островов посещаются редко.
Где-то здесь в 1924 году родился Кхамтай Сипхандон.

## Галерея
| - Берег реки Дон Хон с деревянными домами на сваях - Пляж Меконга близ Дон Лоппади - Перевозка буйволов по Меконгу (из Дон Дет) - Шестеро детей в Меконге с буйволами и лодкой - Меконгская пирога на закате, Дон Пуай - Мужчина поливает огурцы на маленьком острове - Огород на берегу Меконга, Дон Лоппади - Затопленная Альбиция Саман (дождевое дерево), Дон Лоппади - Деревянный забор, Си Фан Дон - Дети играют на закате на берегу Меконга, Дон Лоппади - Пирога на Меконге под серыми облаками перед бурей - Отражение в воде улыбающейся женщины, сажающей рис - Мальчик пашет трактором на закате, Дон Дет - Непрозрачные и зеркальные зелёные рисовые поля с пальмой - Девочка улыбается на солнце в золотой час, Дон Дет - Две Arecaceae (пальмы) в полях через отверстие в пне, повреждённом огнём на острове Дон Тао, на рассвете - Берег реки острова Дон Хон с деревянными домами на сваях, вид с Дон Дет с наклонёнными пальмами и разноцветными облаками |